# Collegio uninominale Sardegna - 01 (Camera dei deputati 2017)
Il collegio elettorale uninominale Sardegna - 01, o collegio uninominale Cagliari, è stato un collegio elettorale uninominale della Repubblica Italiana per l'elezione della Camera tra il 2017 ed il 2022.

## Territorio
Come previsto dalla legge elettorale italiana del 2017, il collegio era stato definito tramite decreto legislativo all'interno della circoscrizione Sardegna.
Era formato dal territorio di 8 comuni: Burcei, Cagliari, Maracalagonis, Monserrato, Quartu Sant'Elena, Quartucciu, Sinnai e Villasimius.
Il collegio era quindi compreso tra la città metropolitana di Cagliari e la provincia del Sud Sardegna.
Il collegio era parte del collegio plurinominale Sardegna - 01.

## Eletti
| Elezione | Elezione | Deputato       | Partito             |
| -------- | -------- | -------------- | ------------------- |
|          | 2018     | Andrea Mura    | Movimento 5 Stelle  |
|          | 2019 (S) | Andrea Frailis | Partito Democratico |

## Dati elettorali

### XVIII legislatura
Come previsto dalla legge elettorale, 232 deputati erano eletti con sistema a maggioranza relativa in altrettanti collegi uninominali a turno unico.
| Candidati              | Candidati             | Voti    | %     | Liste                    | Voti    | %     |
| ---------------------- | --------------------- | ------- | ----- | ------------------------ | ------- | ----- |
|                        | Andrea Mura ✔️ Eletto | 60 442  | 38,43 | Movimento 5 Stelle       | 60 442  | 38,43 |
|                        | Ugo Cappellacci       | 51 318  | 32,63 | Forza Italia             | 24 098  | 15,32 |
| Lega                   | Ugo Cappellacci       | 51 318  | 32,63 | 17 740                   | 11,28   |       |
| Fratelli d'Italia      | Ugo Cappellacci       | 51 318  | 32,63 | 7 189                    | 4,57    |       |
| Noi con l'Italia - UDC | Ugo Cappellacci       | 51 318  | 32,63 | 2 291                    | 1,46    |       |
|                        | Luciano Uras          | 30 482  | 19,38 | Partito Democratico      | 23 220  | 14,76 |
| +Europa                | Luciano Uras          | 30 482  | 19,38 | 5 203                    | 3,31    |       |
| Italia Europa Insieme  | Luciano Uras          | 30 482  | 19,38 | 1 343                    | 0,85    |       |
| Civica Popolare        | Luciano Uras          | 30 482  | 19,38 | 1 716                    | 1,09    |       |
|                        | Roberto Mirasola      | 5 909   | 3,76  | Liberi e Uguali          | 5 909   | 3,76  |
|                        | Valentina Sanna       | 2 926   | 1,86  | Autodeterminatzione      | 2 926   | 1,86  |
|                        | Matteo Contu          | 1 852   | 1,18  | Potere al Popolo!        | 1 852   | 1,18  |
|                        | Edoardo Lecis         | 1 664   | 1,06  | CasaPound                | 1 664   | 1,06  |
|                        | Alberto Agus          | 1 564   | 0,99  | Il Popolo della Famiglia | 1 564   | 0,99  |
|                        | Carola Troga          | 802     | 0,51  | Partito Comunista        | 802     | 0,51  |
|                        | Paola Farigu          | 334     | 0,21  | Partito Valore Umano     | 334     | 0,21  |
| Totale                 | Totale                | 157 293 | 100   |                          | 157 293 | 100   |
|                        |                       |         |       |                          |         |       |
| Voti non validi        | Voti non validi       | 4 068   | 2,52  |                          |         |       |
| Votanti                | Votanti               | 161 361 | 67,20 |                          |         |       |
| Elettori               | Elettori              | 240 137 |       |                          |         |       |

### XVIII legislatura: elezioni suppletive
|                            | Andrea Frailis ✔️ Eletto | Progressisti di Sardegna                | 15 582  | 40,45 |  |  |  |  |  |
|                            | Luca Caschili            | Movimento 5 Stelle                      | 11 141  | 28,92 |  |  |  |  |  |
|                            | Daniela Noli             | Lega - Forza Italia - Fratelli d'Italia | 10 710  | 27,81 |  |  |  |  |  |
|                            | Enrico Balletto          | CasaPound                               | 1 084   | 2,81  |  |  |  |  |  |
| Totale                     | Totale                   | Totale                                  | 38 517  | 100   |  |  |  |  |  |
|                            |                          |                                         |         |       |  |  |  |  |  |
| Voti non validi            | Voti non validi          | Voti non validi                         | 594     | 1,52  |  |  |  |  |  |
| Votanti                    | Votanti                  | Votanti                                 | 39 111  | 15,48 |  |  |  |  |  |
| Elettori                   | Elettori                 | Elettori                                | 252 597 |       |  |  |  |  |  |
|                            |                          |                                         |         |       |  |  |  |  |  |
| Data: 20 gennaio 2019      |                          |                                         |         |       |  |  |  |  |  |
| Fonte: Camera dei deputati |                          |                                         |         |       |  |  |  |  |  |